# Hayley McFarland
Hayley McFarland (Edmond, Oklahoma, 29 de marzo de 1991) es una actriz, bailarina y cantante estadounidense. Desde 2009 trabajó en la serie Lie to me, interpretando a Emily Lightman. En 2013 trabajó en la película de horror The Conjuring.

## Biografía
Nació y creció en Edmond, Oklahoma. De niña, participó en varias obras teatrales como Titanic, El violinista en el tejado y La novicia rebelde. Durante años se educó en las artes escénicas con su instructora Michelle Long en la ACTS (Casting de Actores y Servicios de Talento por sus siglas en inglés).

## Filmografía
| Año  | Film                              | Rol                           | Notas                                             |
| ---- | --------------------------------- | ----------------------------- | ------------------------------------------------- |
| 2006 | Ring Around the Rosie             | Young Karen                   |                                                   |
| 2007 | ER                                | Candice                       | 1 episodio                                        |
| 2007 | An American Crime                 | Jennifer Faye "Jennie" Likens | [ 4 ]                                             |
| 2007 | Gilmore Girls                     | Marcia Tubort                 | 2 episodios                                       |
| 2008 | Pushing Daisies                   | Nikki Heaps                   | 1 episodio                                        |
| 2008 | Fragments                         | Lori Carline                  |                                                   |
| 2008 | Mentes criminales                 | Katie Owen                    | 1 episodio                                        |
| 2009 | Lie to Me                         | Emily Lightman                | Temporada 1 - Recurrente Temporadas 2-3 - Regular |
| 2009 | United States of Tara             | Petula                        | Temporada 1 - Recurrente                          |
| 2009 | Without a Trace                   | Addy Gilroy                   | 1 episodio                                        |
| 2009 | 24                                | Emily Latham                  | 1 episodio                                        |
| 2009 | Medium                            | Jamie Portman                 | 1 episodio                                        |
| 2011 | La ley y el orden                 | Jenna Fox                     | 1 episodio                                        |
| 2013 | El conjuro                        | Nancy Perron                  | Coprotagonista                                    |
| 2014 | American Horror Story: Freak Show | Lolly Polly Gobbs             | Papel secundario                                  |
| 2014 | Grey's Anatomy                    | Rory Williams                 | 1 episodio                                        |
| 2014 | Sons of Anarchy                   | Sandy Brooke                  | Coprotagonista                                    |
| 2016 | The Chaplain                      | Cole                          |                                                   |